# Conan : Les Clous rouges

Conan : Les Clous rouges, volume 3 (1934-1935), est le troisième et dernier volume d'une réédition des histoires de Conan écrites par Robert E. Howard. Ses récits sont directement traduits de la version de Howard, sans les ajouts de Lyon Sprague de Camp et Lin Carter.
Il est précédé de Conan le Cimmérien, volume 1 (1932-1933) et Conan : L'Heure du dragon.

## Contenu du recueil
- Les Dents de Gwahlur (Teeth of Gwahlur) (1934)
- Au-delà de la Rivière noire (Beyond the Black River) (1934)
- Le Maraudeur noir (The Black Stranger) (1935)
- Les Mangeurs d'hommes de Zamboula (The Man-Eaters of Zamboula) (1935)
- Les Clous rouges (Red Nails) (1935)
- Appendices :
  - Notes sans titre
  - Des loups au-delà de la frontière (première version de travail - inachevée)
  - Des loups au-delà de la frontière (deuxième version de travail - inachevée)
  - Le Maraudeur noir (synopsis A)
  - Le Maraudeur noir (synopsis B)
  - Les Mangeurs d'hommes de Zamboula (synopsis)
  - Les Clous rouges (première version de travail - inachevée)
  - Lettre
  - Carte

## Bande dessinée
Les Clous rouges est également le titre de deux adaptations en bande dessinée de la nouvelle éponyme. La première a été écrite par Roy Thomas et dessinée par Barry Windsor-Smith (1976). La seconde a été écrite par Régis Hautière et dessinée par Olivier Vatine et Didier Cassegrain (2019).

## Publication
- Roman : Bragelonne, novembre 2008. Traduction de Patrice Louinet  (ISBN 978-2-35294-243-6)
- Comics :
  - Savage Tales #2-3, Marvel Comics, 1973-1974
  - Les Clous rouges, Les Humanoïdes Associés, 1976
  - Conan hors-série n°1, Arédit/Artima, 1983